# Старофранцузский язык
Старофранцу́зский язы́к (фр. ancien français) — совокупность романских диалектов языковой группы ойль, использовавшихся на территории, приблизительно соответствующей территории среднего севера современной Франции, примерно с середины VIII века до конца XIV века.
Являлся результатом эволюции северогалльского наречия народной латыни, изменившей форму под влиянием франкского языка.
Старофранцузский язык значительно отличался от современного французского языка в области фонетики и грамматики.

## Представление франкоговорящих
Вопреки общепринятому представлению, весьма широко распространённому среди носителей французского языка (и популяризированному известным фильмом «Пришельцы», который не имеет никакой лингвистической достоверности), язык, часто принимаемый за старофранцузский, на самом деле таковым вовсе не является. Тот язык, который зачастую называют этим термином, является французским языком классической эпохи, который способен понимать неподготовленный человек, или даже практически идентичен современному языку, но обычно написан в более старой орфографии.
Собственно старофранцузский язык не может быть легко понят франкоговорящим человеком, не имеющим специального образования. Так, фраза «Sçavoir faisons, à tous presens et advenir, que pour aucunement pourveoir au bien de nostre justice, abbreviation des proces, et soulaigement de noz subiectz, avons, par edict perpetuel et irrevocable, statué et ordonné, statuons et ordonnons les choses qui s’ensuyvent» (цитируемая по ордонансу Виллер-Котре 1539 года короля Франциска I) написана не по-старофранцузски, а представляет собой пример среднефранцузского языка XVI столетия. И напротив, следующие стихи «Песни о Роланде»: «En ceste tere ad asez osteiet / En France, ad Ais, s’en deit ben repairer / Vos le sivrez a la feste seint Michel / Si recevrez la lei de chrestiens / Serez ses hom par honur e par ben» являются образчиком старофранцузского языка.
Смешение понятий объясняется, главным образом, архаическим характером самого текста, состоящего из слов, уже идентичных словам нашей эпохи, но в старой орфографии, бытовавшей ранее XIX века, в который оформилось современное написание большинства слов французского языка. Таким образом, слова sçavoir, subiectz и ensuyvent, употребляемые в Ордонансе, являются лишь написанными по-другому формами (но с очень близким к сегодняшнему произношению) следующих слов:
- savoir (непроизносимое ç писалось в ту эпоху для подобия слова предполагаемому латинскому этимону scire, хотя слово происходит от лат. глагола sapere),
- sujets (в тот период буквы i и j не различались на письме, непроизносимые b и c вставлены в слово для максимального приближения его написания к латинскому этимону subjectum, а конечное -z является неправильно употреблённым архаизмом, пришедшим из средневековой орфографии, поскольку обычно эта буква обозначала финальный звук /ts/; следовательно, предшествующая ей буква t является излишней),
- ensuivent (с использованием y в эстетических целях для улучшения удобочитаемости слова).

## Происхождение и потомки
Язык происходит от романского языка, являвшегося формой народной латыни, бывшей в употреблении по всему постримскому пространству. Старофранцузский развился в среднефранцузский язык. Данная периодизация введена в новое время и является до некоторой степени условной. С точки же зрения самих носителей языка, данная эволюция была лишь едва или совсем неразличима, поскольку латынь эволюционировала во французский язык постепенно и в течение продолжительного периода времени, так что разрывы между разными стадиями развития языка были попросту незаметны.
Для получения большей информации обратитесь к статье Фонетическая эволюция (фр).
Старофранцузский язык является предком современного французского языка. Однако, появление одного языка, общего для всей территории Франции, является довольно поздним явлением в её истории, и язык этот обязан своим существованием целому ряду старинных языков группы «ойль», из которых и образовался современный язык.
Например, считается[кем?], что накануне Французской революции три четверти населения страны говорило на различных диалектах или же на других языках.

### Историческое влияние

#### Галльский язык
Галльский язык, бывший одним из сохранившихся континентальных кельтских языков времён римской эпохи, медленно угасал во время многовекового римского владычества над Галлией. В современном французском языке сохранилось лишь небольшое количество галльских слов — среди них слова chêne «дуб» и charrue «плуг», и менее чем двести слов (Delamarre (2003, pp. 389-90) насчитывает 167) — имеют галльскую этимологию. Латынь была общеупотребительным языком почти на всей территории запада Римского мира, и его влияние росло за счёт снижения галльского влияния.

#### Латынь
В определённом смысле, старофранцузский язык появился в тот момент, когда Рим завоевал Галлию во время кампаний Юлия Цезаря, почти полностью завершённых к 51 году до н. э. Римляне принесли латынь на территорию южной Франции около 120 года до н. э. (в период Пунических войн), когда эта территория перешла под его власть.
Фонологическая система классической латыни начинает претерпевать изменения со времён Плавта, что в конечном итоге привело к возникновению вульгарной (народной) латыни, ставшей общеупотребительным языком на всей территории запада Империи. Эта поздняя форма языка сильно отличалась от своего классического аналога по фонологии и стала предком романских языков, в том числе и старофранцузского.
Некоторые галльские слова оказали влияние на народную латынь, а через неё и на другие романские языки. Так слово классической латыни equus в разговорной речи было заменено народным caballus, образованного от галльского слова caballos (Delamare 2003 p. 96), от которого произошли французское cheval, каталанское cavall, итальянское cavallo, португальское cavalo, испанское caballo, румынское cal, (заимствованное из нормандского) английское cavalry и заимствованные из французского русские кавалер и кавалерия. (Возможно, что галльское и латинское слова, как и греч. καβάλλης и рус. кобыла, восходят к фракийскому. См. Трубачев О. Н. Труды по этимологии. М., 2004. С.348-353).

#### Франкский язык
Древний франкский язык оказал большое влияние на словарь старофранцузского языка после захвата германским племенем франков части территорий римской Галлии, находившихся на территории современных Франции и Бельгии, в период Великого переселения народов. Сам этноним français произошёл от названия этого племени. Большое количество других германских народов, включая бургундов, активно проявляло себя в этот период; германские языки, на которых говорили франки, бургунды и другие племена, не имели своей письменности, поэтому сейчас в связи с их исчезновением определение германского источника, от которого произошло то или другое слово французского языка, является весьма трудной задачей. Филологи, например Поуп (1934), оценивают, что приблизительно 15 % слов современного французского словаря имеют германское происхождение, включая большое количество общеупотребительных слов, таких как haïr «ненавидеть», bateau «лодка» и hache «топор». Предполагается, что passé composé и другие составные глагольные времена, используемые во французском спряжении, также являются результатом германского влияния.
Другие слова германского происхождения появились в старофранцузском языке как результат норманнского заселения X века нынешней провинции Нормандии. Поселенцы разговаривали на древнескандинавском языке и их право на жительство было узаконено и сделано постоянным в 911 году во время правления Роллона Нормандского. Несколько мореходных терминов, и название четырёх сторон света также были заимствованы от норманнов через староанглийский язык.

### Самые ранние письменные свидетельства
Считается, что одним из самых ранних документов, написанных на французском языке, являются «Страсбургские клятвы» (договор, подписанный королями Карлом Лысым и Людовиком Немецким в 842 году). Возможно, что текст представляет собой старейший зафиксированный вариант языка «ойль» или галлороманского наречия, будучи переходной стадией между вульгарной латынью и ранним романским языком:
Pro Deo amur et pro Christian poblo et nostro commun salvament, d’ist di en avant, in quant Deus savir et podir me dunat, si salvarai eo cist meon fradre Karlo, et in aiudha et in cadhuna cosa…
Во имя Божьей любви и во имя христианского народа и нашего общего спасения, отныне и вовеки, как только Бог даст мне знание («savir» здесь: субстантивированный инфинитив «знать» — знание или же умение) и силы, я буду защищать моего брата Карла, помогая ему во всём…
Королевский дом Капетингов, основанный Гуго Капетом в 987, ознаменовал распространение северофранцузской культуры, которая медленно, но настойчиво завоёвывала господство на южных территориях Аквитании и Тулузы. Однако «язык ойль» Капетингов, предшественник современного французского языка, так и не стал общим языком всей французской нации вплоть до Французской революции.
Другим примером раннего языка «ойль», по-другому называемого галлороманским, является Гимн святой Евлалии, чей язык, по всей вероятности, гораздо ближе к тогдашнему разговорному, чем язык «Страсбургской клятвы» (по косвенным признакам). Однако точно установить, как именно звучали эти образцы этого давно исчезнувшего языка в устах его носителей в раннем средневековье, сегодня довольно сложно.

## Значение старофранцузского языка в лингвистической истории
Язык культуры и литературы имеет очень много письменных свидетельств и благодаря этому возможно достаточно чётко проследить его историю (как лексическую, морфологическую, фонетическую, так и синтаксическую). Последовательность фонетической эволюции, прослеживаемая от этого древнего языка до современного, известна достаточно подробно, так что становится возможным протянуть идущую от латыни к французскому языку фонетическую цепь через все века лингвистической эволюции[стиль]. Изучение французского и его истории не может обойтись без знания старофранцузского языка. Более того, этот предмет (так же как и историческая фонетика) является обязательным для получения диплома CAPES по современной литературе, а также для получения звания победителя конкурса по классической литературе и грамматике, проводимом во Франции в целях обучения французскому языку и литературе.

## Диалектные вариации и литературный язык
Население средневековой Франции говорило на множестве самых разнообразных языков[стиль]. По большей своей части люди не знали церковной латыни, если не имели образования, — а образование во времена Средневековья вообще было чрезвычайной редкостью. Они не знали и «français du roy» (французского языка короля), — за исключением жителей области Иль-де-Франс, откуда и распространится та разновидность (диалект) французского языка, которая впоследствии ляжет в основу речи людей рабочего сословия.
Чтобы кратко охарактеризовать лингвистическую ситуацию той эпохи, можно сказать, что обитатели Франции в зависимости от региона проживания говорили на:
- различных языках группы ойль: франко-пикардийском, франко-бретонском (галло), пуатуасском, сентожском, нормандском, морванском, шампанском, бургундском и т. д.
- различных языках группы ок: гасконском, лангедокском, провансальском, лимузино-овернском, альпино-дофинском и т. д., а также на каталанском;
- различных франко-провансальских языках: бресском, савойском, дофинском, лионском, форезском, шаблезском и т. д., а также в Швейцарии на женевском, водуазском, нефшательском, валезанском, фрибурском и т. д., и на вальдотенском в Италии;
- германских языках: франкском, фламандском, эльзасском и т. д.
- бретонском и баскском языках.

## Фонология
Для описания фонологических характеристик слов в данной статье используется система Бурсье, именуемая также алфавитом романистов, обычно используемая при описании фонологической эволюции французского языка. Описание этой системы и таблица соответствия её международному фонетическому алфавиту (IPA) находится в статье Alphabet de Bourciez.

### Система гласных
Классическая латынь использовала десять гласных звуков (фонем), делящихся на пять кратких гласных (ă, ĕ, ĭ, ŏ и ŭ), и пять их долгих эквивалентов (ā, ē, ī, ō и ū). Таким образом, в латыни длина звука фонологична, то есть имеет смыслообразующую (или релевантную) функцию: два слова могут иметь в качестве единственного различия лишь долготу входящих в них гласных (vĕnit «он приходит» отличается от vēnit «он пришёл» ; pŏpulu(m) «народ» отличается от pōpulu(m) «тополь»).
Одним из самых главных изменений, случившемся во время эволюции от латыни к французскому языку, является постепенное исчезновение различения долготы гласных и появление различения гласных по подъёму. Музыкальное ударение понемногу уступило место тоническому, что в результате привело к лёгкому изменению открытости гласных: произнесению кратких гласных немного более открыто, чем долгих. Следствием этого стало модификация подъёма гласных и противопоставление подъёмов двух гласных становится критерием дифференциации слов (различают закрытое ẹ в слове pied от открытого ę в слове lait, ọ в слове maux от ǫ в слове mort). Это вокалическая смена звуков произошла в течение II, III и IV веков в начальной фазе эволюции французского языка, ещё очень близкого к вульгарной латыни. Большая часть таких изменений являются общими для большинства романских языков.
Вокалические изменения представлены в нижеследующей подборке:
- ē становится ẹ (nez, dé) во II веке;
- ĕ становится ę (les, lait), если гласная является ударной, в противном случае (безударная гласная), она становится звуком ẹ (II век);
- ĭ становится ẹ во II веке;
- ī остаётся i без различения долготы звука;
- ă и ā теряют свою оппозицию по долготе, так что с точки зрения фонологии старофранцузский язык имеет лишь один звук a;
- ō становится ọ (eau) во II веке;
- ŏ становится ǫ (corps) если гласная является ударной, в противном случае она становится звуком ọ (II век) ;
- ū теряет свою характеристику долготы, оставшись звуком u (fou, sourd);
- ŭ становится ọ в IV веке.

Три латинских дифтонга, представленные в вульгарной латыни звуками oe, ae и au, эволюционируют соответственно в звуки ẹ (I век), ę (II век) и ǫ (конец V века).

#### Движение к окситонии (ударению на последний слог)
В латинском языке все слова имеют тоническое ударение. Обычно оно падает на предпоследний слог слова (о слове с таким ударением говорят, что оно парокситоническое), за исключением слов, состоящих из одного слога (моносиллабического), в случае чего ударение, само собой разумеется, приходится на этот единственный слог, а также за исключением полисиллабического слова (состоящего из более чем одного слога), предпоследний слог которого является кратким (то есть гласный которого является кратким и не замкнутым согласным звуком, который бы следовал за ним внутри слога), в случае чего ударение падает на третий с конца слог (пропарокситония).

#### Выпадение гласного
Начиная с I века в народной латыни намечается постепенное выпадение безударных предпоследних гласных: cálĭdus превращается в cáldus, ámbŭlat превращается в ámblat, génĭta превращается в génte. Эта знаменательная эволюция будет полностью закончена к V веку. В эту эпоху большинство пропарокситонов превратились в парокситоны: с исчезновением предпоследнего гласного, шедшего за ударным гласным, этот последний был «подвинут в сторону».

#### Выпадение внутренних предударных
Внутренние незамкнутые предударные гласные (то есть безударные гласные в позиции перед ударными гласными, но находящиеся не в начальном слоге слова), за исключением гласной a, исчезли к началу IV века: bonĭtátem превратилось в bonté, computáre превратилось в compter. Если же гласный звук замкнут согласным, то такой гласный эволюционировал в звук /e̥/ (по-другому шва (schwa) [ə], то есть нелабиализированное «беглое e», отличающееся от современного звука в словах le или petit), как в случае глагола appellár, эволюционировавшего в старофранцузское apeler.
В том случае, если внутренним предударным гласным являлся звук a, то он либо оставался звуком a, в том случае, если он был замкнут (ĭntaminatáre даёт entamer), либо к VII веку превратился в звук /e̥/, если находился в свободной позиции (firmaménte даёт fermement).

#### Конечные гласные
Все конечные гласные полностью исчезли (между VI и VII веками), за исключением звука a, превратившимся в глухой звук [ë] прежде чем стать непроизносимым звуком в современном языке.
- [a] > [ë] : CANTA > chantë > il chante

ROSA > rozë > roz (rose)
- [e] : CANTARE > cantar > chanter
- [i] : MURI > mur
- [o] : CANTO > chant
- [u] : BONU > buen > bon-n > bon

### Система согласных
Основные трансформации: исчезновение конечного -m в латинском винительном падеже, исчезновение звука [h] и повторное его введение под влиянием германских языков, сохранение согласных в сильном положении и ослабление слабых согласных посредством палатализации. Подчеркнём также, что романский язык приобрёл сжатые зубные звуки [θ] и [δ], наподобие звуков в английских словах «thing» и «this», возможно, под влиянием франкского языка.
Все переписчики самых старых текстов, написанных на французском языке, например «Страсбургских клятв» (842) и Житии святого Алексия (ок. 1045), пытались передать звуки на письме [θ] и [δ]; в тексте клятвы находится графема dh (напр., aiudha, cadhuna), обозначающая звук [δ], тогда как в «Житии святого Алексия» сочетание букв th иногда передаёт звук [θ] (espethe, contrethe).
В романских текстах для обозначения придыхания в некоторых словах франкского происхождения, таких как honte, haine, hache, haïr, hêtre, héron, с V века начинает использоваться буква h. Таким образом, буква h продолжает писаться в текстах классической латыни, но она не произносится в разговорном языке; это было вызвано не более чем доставшимся языку по наследству влиянием заимствованных из греческого слов. Именно с этого момента начинают различать слова, в которых начальное h обозначает «придыхание», то есть такие, которые не позволяют ни стягивание слов, ни выпадение гласного, и те слова, начальной буквой которых является гласная, но на письме начинающиеся с h «без придыхания». Степень придыхания, которая чувствительно ощущалась в романскую эпоху, игнорируется, хотя считается, что такое произношение (с придыханием), если и имело значение в начале своего употребления, то со временем в старофранцузском языке оно совершенно исчезло.

## Морфология
В плане морфологии старофранцузский язык остаётся ещё флективным языком (хотя современный французский язык гораздо ближе к аналитическому строю), но по сравнению с латынью количество флексий уже сокращено в значительной степени.
Система существительных уже включает два рода (мужской и женский) и два числа (единственное и множественное), что присутствует и в современном французском языке, но сохраняет также и два падежа:
- прямой падеж, унаследованный от именительного падежа латыни, выполняющий синтаксические функции подлежащего, обращения и атрибута подлежащего.
- косвенный падеж, унаследованный от винительного падежа латыни, выполняющий все остальные функции.

Несколько примеров (существительные I и II типов встречались гораздо чаще всех остальных):
|            |                | Тип I (женский род) | Тип I (женский род) | Тип II (мужской род) | Тип II (мужской род) | Тип III (смешанный)  | Тип III (смешанный)              | Тип III (смешанный)              | Тип III (смешанный) | Тип III (смешанный) |
| нормальный | гибридный (Ia) | нормальный          | гибридный (IIa)     | IIIa (м. р. на -eor) | IIIb (м. р. на -on)  | IIIc (ж. р. на -ain) | IIId (нерегулярный, м. и ж. рр.) | IIId (нерегулярный, м. и ж. рр.) |                     |                     |
| ---------- | -------------- | ------------------- | ------------------- | -------------------- | -------------------- | -------------------- | -------------------------------- | -------------------------------- | ------------------- | ------------------- |
| ед. ч.     | прямой         | la dame             | la citez            | li murs              | li pere              | li chantere          | li lerre                         | la none                          | li cuens            | la suer             |
| ед. ч.     | косвенный      | la dame             | la cité             | le mur               | le pere              | le chanteor          | le larron                        | la nonain                        | le conte            | le seror            |
| мн. ч.     | прямой         | les dames           | les citez           | li mur               | li pere              | li chanteor          | li larron                        | les nonains                      | li conte            | les serors          |
| мн. ч.     | косвенный      | les dames           | les citez           | les murs             | les peres            | les chanteors        | les larrons                      | les nonains                      | les contes          | les serors          |

Формально различая подлежащее и дополнение, двухпадежное склонение позволяло использовать, не рискуя получить двойной смысл, порядок слов невозможный в более позднем употреблении: фразы la beste fiert li cuens, si fiert li cuens la beste и li cuens fiert la beste совершенно однозначно обозначают «граф ранит зверя», имея совершенно явное подлежащее li cuens.
Прямой падеж выполняет здесь функцию подлежащего, но также он может быть обращением или признаком подлежащего.
Хотя это двухпадежное склонение и употреблялось в литературном языке, в текстах время от времени фиксируются «ошибки». Возможно, разрушение системы вызваны фонетической формой окончаний, которые способствовали смешению падежей (конечное -s, обозначающее прямой падеж единственного числа, а также косвенный падеж множественного числа), своим неполным характером (со времён старофранцузского языка существительные женского рода, оканчивающиеся на -е, происходящие от 1-го латинского склонения, простым способом противопоставляют единственное и множественное число), а также постепенным выпадением конечных согласных звуков во французском языке (конечное -s более не произносится). Тем не менее, это разрушение не было единообразным: в своём движении с Запада на Восток эта система была упразднена сначала в диалектах Запада, затем — Центра с парижским регионом, просуществовав на Востоке вплоть до XV века.
Существительные современного французского языка, унаследованные от старофранцузского языка, в большинстве случаев происходят от косвенного падежа, наиболее часто употребляемого в речи. Однако в некоторых случаях слова представляет собой сохранившийся прямой падеж (главным образом, речь идёт о словах, обозначающих людей, из-за их частого употребления в прямом падеже в качестве обращения): таковы слова fils, sœur, prêtre, ancêtre, а также многочисленные местоимения. В нескольких случаях сохранились обе формы одного и того же слова, дающие дублеты, иногда различные по своему значению: gars / garçon, copain / compagnon, sire / seigneur, pâtre / pasteur, nonne / nonnain, pute / putain.

### Употребление рода
Маркировка рода в латинском языке происходила по изменению окончаний существительных и прилагательных. В процессе эволюции от латыни к старофранцузскому языку маркеры рода потеряли свои первоначальные характеристики. Для упрощения описания можно выделить несколько больших групп слов:
1) Слова женского рода на -as дали слова женского рода во французском языке: rosam > rose / rosas > roses.
2) Слова среднего рода множественного числа, оканчивающиеся на -a, также дали слова женского рода: folia > feuille; arma > arme.
3) Слова мужского рода на -is превратились в слова мужского рода французского языка: canis > chien; panis> pain; rex/regis > roi.
4) Существительные мужского рода на -er также стали словами мужского рода: pater > père; frater > frère; liber > livre.
В романский период латынь потеряла средний род, который был поглощён мужским родом; например, granum > granus > grain (муж.). Слова среднего рода granum и lactis перешли в слова мужского рода французского языка; мужского рода — floris — перешло в женский род во французском; и наоборот, слова gutta и tabula так и остались словами женского рода; но слово burra (bure) сохранило женский род латинского оригинала, чтобы оказаться словом мужского рода «bureau», этимоном которого оно является.
Однако множество слов старофранцузского языка изменило свой род в течение Средних веков. Так, женского рода были такие существительные как amour, art, évêché, honneur, poison, serpent; сегодня они являются существительными мужского рода. И наоборот, слова, являющиеся сегодня существительными женского рода, ранее имели мужской род: affaire, dent, image, isle (île), ombre и т. д.

### Феминизация
Процесс вторичной морфологизации рода в старофранцузском языке был завершён не полностью. Многие женские эквиваленты слов появились гораздо позже, уже в современном языке. Ниже приведён краткий список слов, данных в женском и мужском роде:
| Мужской род | Женский род           |
| ----------- | --------------------- |
| empereur    | emperiere (emperière) |
| devin       | devine                |
| medecin     | medecine              |
| lieutenant  | lieutenande           |
| chef        | chevetaine            |
| apprenti    | apprentisse           |
| bourreau    | bourrelle             |

Отметим также противопоставление damoiselle (жен.)/damoisel (муж.) или damoiselle/damoiseau, обозначающие молодых дворян (мужчин или женщин), ещё не состоявших в браке; с течением времени в употреблении осталось только одно слово demoiselle, в то время как мужские формы слова damoisel/damoiseau вышли из употребления.
В «Руководстве по постановке слов в женский род» (1999) авторы приводят список женских профессий, извлечённой из «Книги податей Парижа» за 1296—1297 годы:
aiguilliere, archiere, blaetiere, blastiere, bouchere, boursiere, boutonniere, brouderesse, cervoisiere, chambriere, chandeliere, chanevaciere, chapeliere, coffriere, cordiere, cordoaniere, courtepointiere, couturiere, crespiniere, cuilliere, cuisiniere, escueliere, estuveresse, estuviere, feronne, foaciere, fourniere, from(m)agiere, fusicienne, gasteliere, heaulmiere, la(i)niere, lavandiere, liniere, mairesse, marchande, mareschale, merciere, oublaiere, ouvriere, pevriere, portiere, potiere, poulailliere, prevoste, tainturiere, tapiciere, taverniere, etc.

### Числительные
Унаследованные от латинского языка числительные соответствуют числам от одного до шестнадцати. Число семнадцать (dix-sept), например, является первым числом, построенным по принципу народной (логической) системы исчисления, образующей все последующие числа: 10 + 7, 10 + 8, 10 + 9 и т. д. Что же касается наименований целого числа десятков, латынь имела десятичную систему; так, числа dix (< decem), vingt (< viginti), trente (< tringinta), quarante (< quadraginta), cinquante (< quinquageni) и soixante (< sexaginta) имеют латинское происхождение. Такая же система используется в Бельгии и Швейцарии для обозначения и следующих целых десятков: septante (< septuaginta > septante), octante (< octoginta) или huitante (< octoginta > oitante) и nonante (< nonaginta), что даёт septante-trois, octante-neuf (или huitante-neuf), nonante-cinq и т. д.
Но с XII века старофранцузский язык заимствовал нормандское исчисление (германского происхождения), строящееся на основе двадцатиричной системы, имеющей в качестве основы число двадцать (писавшееся как vint или vin). Эта система употреблялась у народов, имеющих германское происхождение. В этой системе мы находим формы «двадцать и десять» (писавшееся как vins et dis) для обозначения 30, deux vins для 40, trois vins для 60, quatre vins для 80, cinq vins для 100, six vins для 120, dis vins для 200, quinze vins для 300 и т. д. Ещё в XVII веке писатели использовали двадцатиричную систему. Так, Расин писал к Буало: «Il y avait hier six vingt mille hommes ensemble sur quatre lignes».
Таким образом, система исчисления современного французского языка является гибридной: она одновременно имеет французское и германское происхождение. Числительные же наподобие soixante-dix являются составными словами (soixante + dix), образованными по народной романской системе; для того чтобы сказать это же число по германской (нормандской) системе, необходимо произнести trois-vingt-dix. Числительное же quatre-vingt-dix также является нормандским по происхождению, к которому добавлен народный компонент [+ 10].
В XVII французская Академия приняла для всей Франции двадцатиричную систему для чисел 70, 80 и 90, в то время как фактически десятичная система (использующая числа septante, octante, nonante) была в употреблении в большом числе регионов; данная система будет использоваться в некоторых областях Франции вплоть до Первой мировой войны.

### Глагол
В Средние века большое число глаголов имело отличные от современных инфинитивы. Так, вместо инфинитива на -er (ведущего своё происхождение от латинских глаголов на -are, например в случае cantare > chanter), использовали инфинитив на -ir: abhorrir, aveuglir, colorir, fanir, sangloutir, toussir и т. д. Имеются также и неупотребляемые сегодня инфинитивы: глаголы tistre (tisser — плести), benistre (bénir — благословлять) и benire (bénir). Более того, имеется множество глаголов, широко употреблявшихся в Средневековье, но исчезнувших сегодня: ardoir (< ardere: гореть), bruire (< *brugere: издавать шум), chaloir (< calere: испытывать жару), doloir (< dolere: страдать), enfergier (< en fierges: заковывать в кандалы), escheler (< eschiele: подниматься по лестнице), ferir (< ferire: сражаться), nuisir (< nocere: наносить вред), oisever (< *oiseus: бездельничать), plaisir (< placere: нравиться), toster (< *tostare: жарить), vesprer (< vesperare: стоять (о ночи)).
В старофранцузском языке исчезли некоторые латинские глагольные времена: плюсквамперфект изъявительного наклонения (j’avais chanté), будущее предшествующее время (j’aurai chanté), императив в будущем времени (?), инфинитив в прошедшем времени (avoir chanté), инфинитив в будущем времени (devoir chanter). Но зато старофранцузский язык создал две новые временные формы: будущее время на -rai и условное наклонение на -rais. Для будущего времени и условного наклонения в латыни были сложные формы, составленные по типу cantare habes (буквально: «ты имеешь, [что] петь», ты будешь петь), cantare habebas (буквально: «у тебя было, [что] петь», ты бы спел). Следует отметить, старофранцузский язык ввёл частицу «que» для обозначения сослагательного наклонения; надо сказать, что большая часть глаголов имели похожие формы в настоящем времени и сослагательном наклонении (ср. j’aime / il faut que j’aime).
И наконец, спряжение французского языка отображалось на письме не так, как сегодня. Вплоть до эпохи среднефранцузского языка в конце глаголов, стоящих в настоящем времени изъявительного наклонения, не писались конечные -e и -s: je dy, je fay, je voy, je supply, je rendy, и т. д. Употребление будущего времени также не было таким, каким оно стало сегодня. Многие авторы писали je priray (prier), il noura (nouer), vous donrez (donner), j’envoirai (envoyer), je mouverai (mouver), je cueillirai (cueillir), je fairai (faire), je beuvrai (boire), je voirai (voir), j’arai (avoir), je sarai (savoir), il pluira (pleuvoir).

#### Образец спряжения правильного глагола на-ir
| Indicatif | Indicatif   | Indicatif | Indicatif   | Subjonctif    | Subjonctif | Conditionnel        | Imperatif  |           |
| --------- | ----------- | --------- | ----------- | ------------- | ---------- | ------------------- | ---------- | --------- |
| Present   | Simple Past | Imperfect | Future      | Present       | Imperfect  | Present             | Present    |           |
| je        | fenis       | feni      | fenissoie   | fenirai       | fenisse    | fenisse             | feniroie   |           |
| tu        | fenis       | fenis     | fenissoies  | feniras       | fenisses   | fenisses            | fenirois   | fenis     |
| il        | fenit       | feni(t)   | fenissoit   | fenira        | fenisse(t) | fenist              | feniroit   |           |
| nous      | fenissons   | fenimes   | fenissiiens | fenirons      | fenissons  | feniss-ons/-iens    | feniriiens | fenissons |
| vous      | fenissez    | fenistes  | fenissiiez  | fenir-oiz/-ez | fenissez   | feniss-oiz/-ez/-iez | feniriiez  | fenissez  |
| ils       | fenissent   | fenirent  | fenissoient | feniront      | fenissent  | fenissent           | feniroient |           |

Нефинитные формы:
- Инфинитив: fenir
- Причастие настоящего времени: fenissant
- Причастие прошедшего времени: feni(t)

#### Пример правильного глагола на-re
| Indicatif | Indicatif   | Indicatif | Indicatif | Subjonctif   | Subjonctif | Conditionnel        | Imperatif |        |
| --------- | ----------- | --------- | --------- | ------------ | ---------- | ------------------- | --------- | ------ |
| Present   | Simple Past | Imperfect | Future    | Present      | Imperfect  | Present             | Present   |        |
| je        | cor         | corui     | coroie    | corrai       | core       | corusse             | corroie   |        |
| tu        | cors        | corus     | coroies   | corras       | cores      | corusses            | corroies  | cor    |
| il        | cort        | coru(t)   | coroit    | corra        | core(t)    | corust              | corroit   |        |
| nous      | corons      | corumes   | coriiens  | corrons      | corons     | coruss-ons/-iens    | corriiens | corons |
| vous      | corez       | corustes  | coriiez   | corr-oiz/-ez | corez      | coruss-oiz/-ez/-iez | corriiez  | corez  |
| ils       | corent      | corurent  | coroient  | corront      | corent     | corussent           | corroient |        |

Нефинитные формы:
- Инфинитив: corre
- Причастие настоящего времени: corant
- Причастие прошедшего времени: coru(t)

Вспомогательный глагол: etre
Вспомогательный глагол: avoir.

#### Образец спряжения неправильного глагола на -ir
| Indicative | Indicative  | Indicative | Indicative      | Subjunctive   | Subjunctive | Conditional               | Imperative        |         |
| ---------- | ----------- | ---------- | --------------- | ------------- | ----------- | ------------------------- | ----------------- | ------- |
| Present    | Simple Past | Imperfect  | Future          | Present       | Imperfect   | Present                   | Present           |         |
| je         | dors        | dormis     | dormoie         | dormirai      | dorm        | dormisse                  | dormiroie         |         |
| tu         | dors        | dormis     | dormois         | dormiras      | dorms       | dormisses                 | dormirois         | dorme   |
| il         | dort        | dormit     | dormoit         | dormira       | dormt       | dormt                     | dormiroit         |         |
| nous       | dormons     | dormimes   | dormiiens/-ïons | dormirons     | dormons     | dormissons/-issiens       | dormiraions/-ïons | dormons |
| vous       | dormez      | dormistes  | dormiiez        | dormiroiz/-ez | dormez      | dormissoiz/-issez/-issiez | dormiraiez/-ïez   | dormez  |
| ils        | dorment     | dormerent  | dormoient       | dormiront     | dorment     | dormissent                | dormiroient       |         |

Нефинитные формы:
- Инфинитив: dormir
- Причастие настоящего времени: dormant
- Причастие прошедшего времени: dormi

Вспомогательный глагол: avoir.

#### Примеры спряжения вспомогательных глаголов

##### avoir (иметь)
| Indicative | Indicative       | Indicative | Indicative   | Subjunctive | Subjunctive | Conditional            | Imperative     |       |
| ---------- | ---------------- | ---------- | ------------ | ----------- | ----------- | ---------------------- | -------------- | ----- |
| Present    | Simple Past      | Imperfect  | Future       | Present     | Imperfect   | Present                | Present        |       |
| je         | ai               | eus        | avoie        | aurai       | ai          | eusse                  | auroie         |       |
| tu         | ais (позднее as) | eus        | avois        | auras       | ais         | eusses                 | aurois         | ave   |
| il         | ai (позднее a)   | eut        | avoit        | aura        | ai          | eusst                  | auroit         |       |
| nous       | avons            | eumes      | aviens/-ïons | aurons      | aions       | eussons/-issiens       | auravons/-ïons | avons |
| vous       | avez             | eustes     | aviez        | auroiz/-ez  | aiez        | eussoiz/-issez/-issiez | auravez/-ïez   | avez  |
| ils        | ont              | eurent     | avoient      | auront      | ont         | eussent                | auroient       |       |

Нефинитные формы:
- Инфинитив: avoir (ранее aveir)
- Причастие настоящего времени: aiant
- Причастие прошедшего времени: eut

Вспомогательный глагол: avoir.

##### etre (быть)
| Indicatif | Indicatif                                         | Indicatif | Indicatif                    | Subjonctif | Subjonctif | Conditionnel           | Imperatif     |       |
| --------- | ------------------------------------------------- | --------- | ---------------------------- | ---------- | ---------- | ---------------------- | ------------- | ----- |
| Present   | Passé Simple                                      | Imparfait | Future                       | Present    | Imparfait  | Present                | Present       |       |
| je        | suis                                              | fus       | etais, earlier eroie         | serai      | sois       | fusse                  | soi           |       |
| tu        | es (иногда тж. suis, подобно форме 1-го л. ед.ч.) | fus       | etais, earlier erois         | seras      | sois       | fusses                 | serais        | es    |
| il        | est (иногда тж. es)                               | fut       | etait, earlier eroit         | sera       | soit       | fusst                  | seroit        |       |
| nous      | sommes (иногда тж. som)                           | fumes     | etions, earlier eriens/-ïons | serons     | soyons     | fussons/-issiens       | sommes        |       |
| vous      | etes                                              | fustes    | etiez, ранее eriez           | seroiz/-ez | soyez      | fussoiz/-issez/-issiez | serestes/-ïez | estes |
| ils       | sont                                              | furent    | etaient, ранее eroient       | seront     | soient     | fussent                | seroient      |       |

Нефинитные формы:
- Инфинитив: etre
- Причастие настоящего времени: soiant
- Причастие прошедшего времени: fut, étu

Вспомогательный глагол: avoir, ранее aveir.

## Лексика
Лексика старофранцузского языка была более близка к латинской и общероманской, так как ряд лексем (или их значений) со временем устарели, исчезли, поменяли свои значения и/или их частотность: напр. старофранц. moillier «женщина» (ср. совр. исп. mujer) из лат. mulier; entre «крепкий», «здоровый» < лат. integer (совр. entier «целый»); moult «многочисленный» (ср. исп. mucho, рум. mult); querre «хотеть, желать, любить, искать» (ср. исп. querer, рум. cere), quant (совр. combien), sangle (совр. seul; singulier) и др.. Фонетический облик некоторых современных слов также претерпел изменения: старофранц. cercher > франц. chercher искать.

## Письмо
В старофранцузском языке у каждого слова не было устоявшегося написания: в разных регионах, у разных писцов и даже на разных строках одного и того же манускрипта слово могло иметь множество вариантов написания. Однако средневековые способы написания слов не являлись случайными.
Писцы пользовались внешне простым принципом: передавать посредством неадаптированного из-за отсутствия большого числа графем латинского алфавита как можно ближе произношение слова. И во время перехода от народной латыни к старофранцузскому языку большое количество фонем эволюционировали, дав рождение новым звукам, для которых не было предусмотрено никаких букв.

### Письмо и орфография
Примечание: с этого момента транскрипция адаптирована под систему МФА.
Кроме того, существовало только лишь небольшое количество настоящих диакритических знаков, большая часть которых обозначала сокращения (используемые во французском языке диакритические знаки восходят к XVI веку), стягивание слов не выделялось апострофом (появившемся в XVI веке); хотя письмо и было двухтитловым, вплоть до XIV века не было разделения на заглавные и строчные буквы (так называемые капитулы являлись лишь одним из разновидностей графики и использовались для написания заголовков или ставились в начале стихов). Только лишь спустя некоторое время появился обычай выделять заглавными буквами начало некоторых важных по мнению пишущего слов.
Пунктуация начинает напоминать современную начиная с XII и XIII веков. Однако употребление знаков пунктуации было весьма неединообразным (главным образом, отмечаются группы слов, произносимые на одном выдохе, или для передачи оттенков смысла, но никогда пунктуация не отвечает интересам синтаксиса). Отмечено употребление точки для выделения букв, используемых в качестве цифр (так, «.iij.» имеет значение 3).
Более того, средневековые манускрипты написаны с использованием двух или трёх групп знаков латинского алфавита (среди которых различают бесчисленное множество разновидностей), все менее и менее читаемых по сравнению с латинской моделью (в связи с огромным количеством сокращений, лигатур и вариантов контекста): унциальное письмо, каролингское письмо, а затем и готическое письмо. В этих «алфавитах» нет различия между буквами i и j (у которых не было верхней точки), а также между u и v (появление этого различения датируется XVI веком, и для полной адаптации ему потребовалось два столетия благодаря голландским издателям), по крайней мере такого, как они различаются сегодня (данные буквы являлись контекстными вариантами написания некоторых слов: в готическом письме буква v предпочтительно использовалась в начале слова, а u ставилась после, вне зависимости от их значения: [y] в слове lu или [v] в слове vie; j, или i длинное употреблялось в тех случаях, когда последовательность букв становилась неудобочитаемой, например как в случае с графемой mmi, которая становилась в упрощённом готическом письме визуально похожей на последовательность ιιιιιιι). Буква i не имела точки, но часто над ней ставился апекс (í) для лучшего её различения. Из других примеров можно выделить употребление остаточного l, превратившегося посредством вокализации в u, но присутствующего в латинском этимоне, во избежание смешения букв u и n, очень близких по написанию в готическом письме (случай употребления немой диакритической буквы, служащей для избежания разночтений; в XVI веке её использование значительно возрастёт). Другой немой буквой (с XI века), сохранявшейся на письме (в некоторых случаях заменённой позднее «accent circonflexe»), было немое s перед согласным, писавшееся тогда в виде s длинного (∫).
Только лишь к началу XV века гуманисты в поисках более читаемых и разреженных моделей, отличающихся от готического письма, которое было чересчур сложным для непосвящённых, пришли к более простому написанию разговорной речи (строчные буквы, курсив…). Книгопечатание отметило постепенное исчезновение каллиграфических графем и замену их на все более и более читаемые модели, что в конечном итоге привело к возникновению современных шрифтов.
Современные издатели всё чаще нормализуют старинные тексты в целях облегчения чтения. Для начертания букв используются современные гарнитуры шрифтов (Times New Roman, Arial…), различающие u и v, i и j, с использованием «accent grave» и «accent aigu» для отличия безударного «беглого е» от конечного ударного /e/ (après = après, amé = aimé), трема, апострофа, знака «cédille», пунктуации, а также используя заглавные буквы как в современном французском языке (meïsme = même ; n’aime ; lança).

### Правописание
Хотя способы написания одних и тех же слов могут чрезвычайно отличаться друг от друга (даже на разных строках одного и того же манускрипта), что было вызвано, главным образом, большим количеством изобретённых средств обойти ограниченность латинского алфавита, в старофранцузском языке существовали правила письменной речи, наиболее часто оказывавшие влияние на написание буквосочетаний.
К ним можно отнести желание соблюдать латинское написание слов, а также этимологически соответствовать словам-родоначальникам (что весьма сильно сдерживало развитие средневековой орфографии), что объясняет некоторые трудности. Они возникали в результате того, что одна латинская буква, обозначавшая некогда один звук, стала обозначать сразу несколько звуков (но связь с латинским словом прерывалась лишь в редких случаях, что было вызвано нежеланием заменить многозначную букву другой). С другой стороны, и это главное, для обозначения новых звуков, появившихся во французском языке, попросту не существовало букв. В первом случае можно отметить использование буквы c для обозначения звука /s/ перед /a/, /o/, /u/, и этой же буквы для обозначения звука /k/ перед /ə/, /e/, /i/, /y/, или употребление буквы g, которая может обозначать /ʒ/ или /g/ в зависимости от гласного звука. Во втором случае достаточно упомянуть отсутствие в латинском языке фонем /ʃ/, /œ/ и различных тембров звука /e/ (ударного — открытого или закрытого — или безударного) или звука /o/ (открытого или закрытого), а также назализацию.
Среди устоявшихся и частых правил выделяют:
- обозначение звука /ts/ (в XIII веке превратившегося в /s/): для /ts/ перед e, i, y — более или менее последовательно употреблялась c (ce, ci); для /ts/ перед a, o, u употреблялись сочетания «ce + соотв. гласная» или «cz+ соотв. гласная» (уменьшенная в размерах z, изображённая под с, превратилась в Испании в «cédille», где испытывали такие же трудности с этой буквой), иногда ничего: lacea, lacza, laca (для обозначения laça).
- обозначение звука /dʒ/ (в XIII веке превратившегося в /ʒ/): использовалась i или сочетание ge;
- для обозначения звука /tʃ/ (в XIII веке превратившегося в /ʃ/) употреблялось сочетание ch;
- сочетания для звуков /œ/ и /ø/ : могли использоваться ue, eu;
- использование буквы z в качестве непроизносимой для обозначения ударного звука/e/ на конце слова (сочетание -ez) в некоторых формах слов (asez для обозначения современного assez); в других случаях z употреблялась в качестве аффрикаты /ts/ (neveuz для обозначения neveux);
- более или менее чёткое обозначение назализации; удвоение носового согласного или использование тильды, долгое время сохранявшейся на письме (часто употреблялась на письме в период с XVI по XVIII вв.);
- употребление конечных смычных согласных, по большей части ставших немыми с XIII века, в целях демонстрации некоторых чередований звуков и связи с производными словами;
- палатальное (нёбное) /l/ (ль) (к XVII в. превратившееся в звук й) передавалось различными способами, среди которых были использование сочетаний -(i)ll или -il (fille), палатальное /n/ передавалось путём сочетания -(i)gn (так, фамилия Montaigne является лишь параллельной формой слова montagne, но с произношением, находящимся под сильным влиянием орфографии, — так же как и в случае со словом oignon, под влиянием орфографии часто произносимом как /waɲõ/).

Другие важные моменты: если старофранцузское написание почти полностью соответствовало своему произношению, то его графемы очень скоро стали архаичными. Например, имея многочисленные дифтонги, язык передавал их непосредственно на письме: eu читалось как /ew/, а oi как /oj/. Но такое написание сохранялось и тогда, когда произношение продолжало эволюционировать: в XI веке eu обозначает /ew/, в XII веке уже обозначает /œu/, а с XIII века — /œ/, не изменяясь в своём написании. Такая же ситуация и с дифтонгом oi: в XII веке такое написание обозначало /oj/, затем /ue/, в XIII веке — /we/ (перейдя в /wa/ к XVIII веку). Это объясняет, почему во французском языке звук /o/ может передаваться при помощи трёх букв eau: в XII веке этот звук произносился как трифтонг /əaw/, затем как /əo/, и, наконец, как /o/ с XVI столетия. Смычные и шипящие, предшествующие другому согласному звуку, так же как и конечные согласные продолжают писаться, фактически оставаясь немыми: после 1066 года в слове isle не произносится более буква s (и напротив, е продолжают произносить в слове forest вплоть до XIII века), также как и t на конце слова grant начиная с XII века. Тем не менее, эти буквы продолжают по традиции писать в течение веков, исходя из эстетических соображений и по старому обычаю: буква t из слова grant (обозначающего и «большой» и «большая») ещё произносится в форме прямого падежа grants: сохранение её в форме косвенного падежа grant позволяет получить более регулярную парадигму (grants ~ grant выглядит лучше, чем grants ~ gran). Позже (в конце XVIII века) немое s заменят на «accent circonflexe», немое t — на немое d в слове grand для соответствия со связанным с ним женским родом этого слова grande, что будет напоминать их латинский этимон grandis.
Наконец, издатели продолжают использовать весьма распространённые сокращения: так, конечное -us после гласной заменяется на -x, biax — прямой падеж прилагательных bel (beau) — равносильно biaus.
Таким образом, старофранцузский язык имел квазифонетическую орфографию, основанную на использовании латинского алфавита, буквенный состав которого с течением веков всё менее подходил для корректного отображения звукового состава языка. В результате число параллельно используемых буквенных сочетаний для обозначения гласных и согласных звуков со временем возрастало, а на определённом этапе, под мощным влиянием традиции, в определённой степени «законсервировало» древнее произношение, позволяя также, при соблюдении некоторых условий, лучше распознавать этимологию и составные части записываемых слов.

### Обобщение
В старофранцузском языке можно выделить следующие правила чтения, исходя из того принципа, что современные издатели нормализуют старое написание (различение букв u и v, i и j, использование трема, «accent aigu» и т. д.). Остальные правила соответствуют правилам современного французского языка.
- c перед буквами e, i читается как /ts/ до XIII века, после чего читается как /s/;
- ch читается как /tʃ/ до XIII века, после чего читается как /ʃ/;
- g перед буквами e, i и j, стоящими перед любой гласной, читается как /dʒ/, затем /ʒ/ (те же даты);
- (i)ll читается как /ʎ/ (мягкое /l/ в кастильском слове llamar или в итальянском слоге gli), но не как /j/ (в слове yaourt);
- безударное e читается как /ə/ (schwa) и не лабиализируется, отличаясь от современного «беглого е» (таким образом, старофранцузский звук /ə/ произносится так же, как и английский звук). В конечной безударной позиции буква становится немой начиная с XVII века;
- u читается как современный звук /y/ (в слове lu);
- чтение дифтонгов затруднено, поскольку их произношение эволюционировало гораздо быстрее, чем их написание. В качестве правила необходимо принять следующее: дифтонги начинают переходить в простой звук (монофтонг) после XII века (переходя либо в полусогласный звук в сочетании с гласным, либо в чистый гласный). Необходимо запомнить, что oi читается как /we/ или /wɛ/, а ue и eu — как /œ/ или /ø/ ;
- носовые гласные, передаваемые в современных изданиях в современном написании (без тильды), произносятся в современном южнофранцузском произношении: за носовым гласным идёт носовой согласный. В старофранцузском языке даже перед конечным -e, согласный звук, за которым следует носовой согласный, назализируется (в этом случае носовой звук удваивается). Например: cheance (chance) — /tʃəãntsə/, bonne — /bõnə/, chambre — /tʃãmbrə/, flamme — /flãmə/. Произношение носовых гласных звуков постоянно изменялось, что делает чрезвычайно утомительным полное перечисление этих изменений. Их следует произносить как современные французские носовые согласные (хотя в старофранцузском языке было гораздо больше носовых звуков, иногда обладавших совершенно отличными от современных качествами);
- r произносится раскатисто;
- s читается как и современное французское s: /s/ либо /z/ (в позиции между двумя гласными);
- z является сокращением ts ;
- x является сокращением -us.